# Bawandides

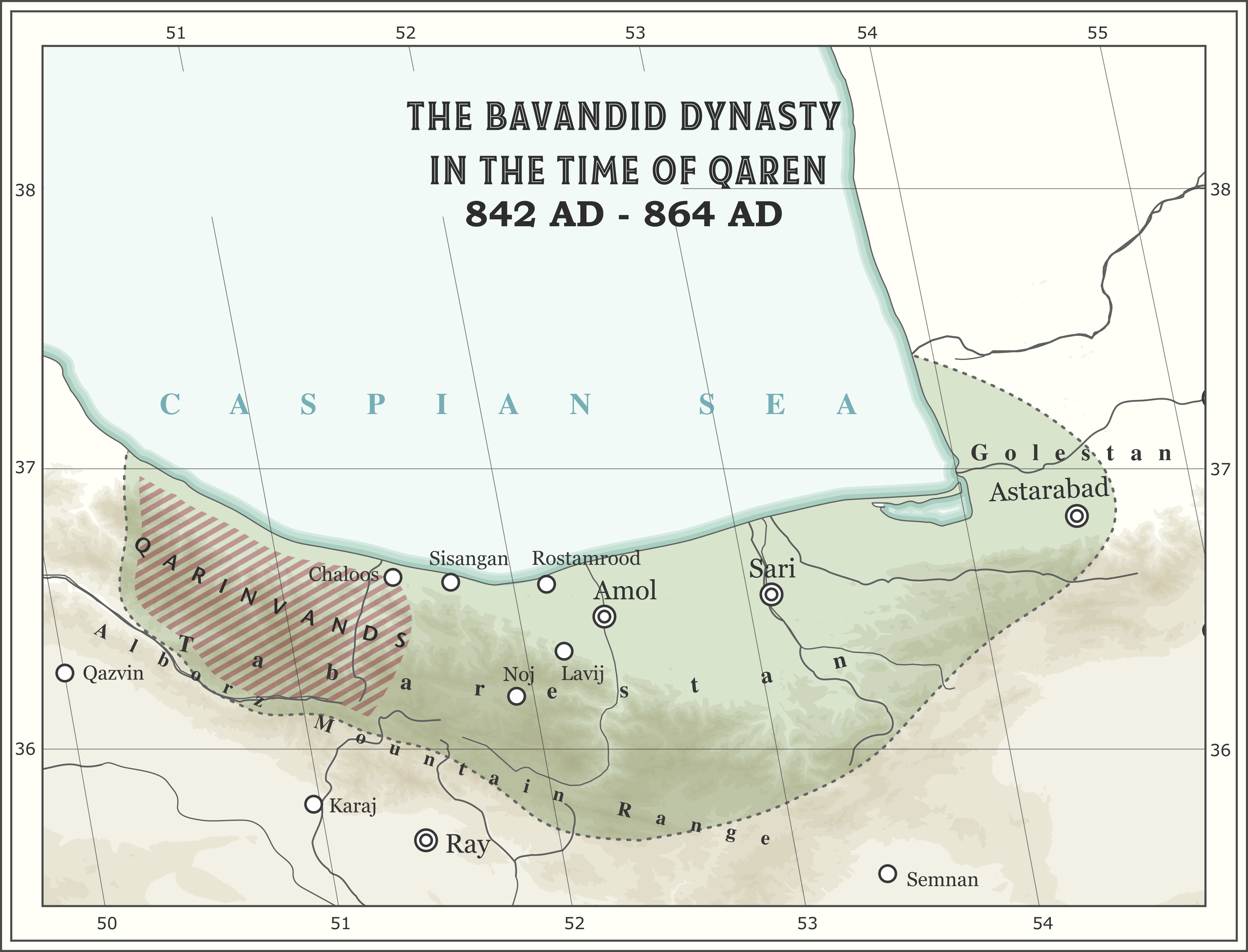
Carte du Tabaristan, pendant la dynastie Bavandid, sous le règne de Qaren Ier, ou Mâzîâr ben Qâren (825-839), usurpateur, petit-fils du Karen-Pahlav Vandad Hormoz.

Les Bavandides, Bawandides ou Bawaudides anciennement translittéré en français Bawendiyés, parfois appelés du titre qu'ils se donnent les Ispâhbâdh, forment une dynastie qui a régné sur le Tabaristan depuis le VIIIe siècle jusqu'en 1349. Cette dynastie proclame descendre de Bâv, arrière-petit-fils du sassanide Kavadh   Une autre hypothèse sur leurs origines est qu'ils descendent de mages zoroastriens de Ray aux alentours du VIe siècle. D'après la version retenant la descendance sassanide de la dynastie, Bâv serait arrivé au Tabaristan peu avant la conquête arabe et aurait été choisi comme souverain par le peuple. Il expulse les Arabes pendant quinze ans avant d'être assassiné. Plus tard, son fils, Sohrâb, est couronné roi de Perîm (ou Ferîm) dans le massif montagneux de Chahriyar-Kuh, où il fait construire son palais. Perîm dans les montagnes de l'est du Tabaristan devient la résidence des premiers Bavandides.

## Liste des souverains Bavandides
Il est habituel de diviser cette dynastie en trois branches successives.

## Histoire
L'ancêtre éponyme, Bâv (Pâv) est nommé gouverneur d'Istakhr, de l'Azerbaïdjan et du Tabaristan par le sassanide Khosro II, mais il s'est retiré dans un temple du feu pendant le règne d'Azarmedûkht en 631.
En 636, les troupes musulmanes composées essentiellement d'Arabes franchissent l'Euphrate à la bataille d'al-Qadisiyya puis s'emparent de la capitale des Sassanides Ctésiphon.
En 642, la bataille de Nahavand entre les Arabes musulmans et l'empire sassanide est une nouvelle victoire arabe. Cette bataille conduit à la destruction de l'empire sassanide et à l'expansion de l'islam en Perse.

### Première branche, dite de Ka'usiyya (665-1058)

#### Bâv, Walach (665-688)
Les Arabes arrivent aux environs d'Âmol vers 655. Les habitants du Tabaristan invitent Bâv à les diriger. Il devient ainsi le fondateur de la dynastie des Bavandides. Bâv est tué par un usurpateur étranger à la dynastie, nommé Walach en 679. Le fils de Bâv, Sohrâb, reprend le pouvoir en 687/688.

#### Sohrâb, Mihrmardân, Sohrâb (688-772)
La documentation historique permet seulement de remonter à la conquête des basses terres par les musulmans vers 761. Charwîn, petit-fils de Sohrâb, avec ses voisins et rivaux les Karen-Pahlav mène la résistance à l'expansion musulmane. Les Karen-Pahlav prétendent descendre des Dabouyides et ont adopté leurs titres. Charwîn lui s'est donné le titre « d'Ispâhbâdh » et celui de « roi de la montagne ».
De 768 à 772, le Barmécide Khâlid ben Barmak est le gouverneur du Tabaristan au service du calife abbasside Al-Mansûr.

#### Charvîn (772-avant 817)
Après le départ de Khalid ben Barmak, Charwîn détruit les villes construites par les musulmans dans les montagnes. Il mène une campagne d'extermination des musulmans conjointement avec le Karen-Pahlav Vandad Hormoz. Cette campagne se traduit par le massacre généralisé des musulmans et plusieurs défaites des armées califales. Par la suite, les relations avec les gouverneurs musulmans s'apaisent. Les deux souverains continuent de limiter la colonisation musulmane dans la partie montagneuse du Tabaristan.
En 805, le calife Hârûn ar-Rachîd vient à Ray. Les Bavandides l'assurent de leur loyauté et promettent de verser un tribut.

#### Chahriyâr (avant 817-825)
De 817 et jusqu'en 826, Chahriyâr essaie d'expulser de son trône le petit-fils du Karen-Pahlav Vandad Hormoz, nommé Mâzîâr ben Qâren qui se réfugie à la cour du calife Al-Mâ'mûn.
En 821, en remerciement de ses services, Al-Ma'mûn a nommé Tâhir gouverneur du Khorasan. Al-Ma'mûn se méfie de Tâhir qui omet de citer le calife dans la prière du vendredi, déclarant ainsi son indépendance (en 822). Al-Ma'mûn avait introduit un esclave avec pour mission d'empoisonner Tâhir s'il venait à déclarer son indépendance. Le soir même l'esclave accomplit sa mission, Tâhir est mort. Ma'mûn laisse Talha, le fils de Tâhir lui succéder. Les califes, n'ayant pas le pouvoir nécessaire pour gouverner directement la région, sont obligés de confirmer les descendants de Tâhir à leurs postes sans pouvoir s'ingérer dans leurs affaires. Les Tâhirides, successeurs de Tâhir, peuvent être considérés comme les premiers instaurateurs d'un État indépendant en Iran après la conquête arabe en 651.

#### Châpûr et l'usurpateur Mâzîâr (825-839)
En 825/26, Chahriyâr décède et son fils Châpûr lui succède. Mâzîâr reprend pieds au Tabaristan avec l'appui du calife et s'empare des territoires des Bavandides. Il capture et tue Châpûr. Mâzîâr se trouve alors impliqué dans une guerre contre `Abd Allah ben Tâhir. Le frère de Châpûr, Qâren donne son aide aux Tahirides qui après l'éviction de Mâzîâr, lui donnent son royaume (vers 836) .

#### Qâren (839-867)
Qâren se convertit à l'Islam en 842. En 844, `Abd Allah ben Tâhir succède à son père Talha et en 862, son fils Muhammad lui succède.
Les Bavandides, désormais musulmans restent hostiles à leurs voisins les Zaydites du Tabaristan qui sont chiites.
En 864, Al-Hasan ben Zayd, chef de guerre, descendant de Hasan prend le Tabaristan au Tâhiride Muhammad. Il profite de la révolte de la population du Tabaristan occidental contre les exactions des Tahirides pour y établir la dynastie Zaydite.
Qâren, au côté du gouverneur Tahiride Solaymân ben Tâher, part combattre ce nouvel adversaire. Il subit une sévère défaite au cours de laquelle son frère est tué. Le pays est dévasté. En 866, Qâren doit faire allégeance aux Zaydites et envoie ses deux fils Sorkhâb and Mâzîâr comme otages à la cour des Zaydites. Malgré cela Qâren reprend le combat. Il est de nouveau battu et doit se réfugier dans le Qûmis.Il finit par établir de bonnes relations avec les Zaydites par un mariage.

#### Rostam (867-895)
En 868, Rostam fils (ou petit-fils ?) de Qâren se révolte contre Hasan ben Zayd. Il prend le Qûmis. Il incite le gouverneur de Nichapur à envahir le Tabaristan. Celui-ci occupe le Gorgan et Rostam en prend Astarabad. Une riposte rapide d'Hasan ben Zayd prend Rostam par surprise, il parvient difficilement à se réfugier dans les montagnes. Muhammad, frère d'Hasan ben Zayd, poursuit Rostam et le soumet avec la promesse de ne plus avoir d'armée à l'avenir.
En 884, après la mort d'Hasan ben Zayd, son frère Muhammad lui succède. Rostam prend le parti d'un concurrent de Muhammad ben Zayd. Celui-ci riposte. Rostam est encore obligé de se réfugier dans les montagnes. Il trouve refuge auprès du Saffaride `Amr ben Layth qui intervient en sa faveur auprès de Muhammad ben Zayd. La condition de ne plus avoir d'armée est renouvelée et de plus Rostam s'engage à payer tous les tributs et les taxes qu'il a omis de payer.
En 890, les Zaydites privent Rostam de son royaume. Il doit s'enfuir chez Rafi` ben Harthama qui vient d'envahir le Khorasan. Quand Rafi` est battu par `Amr ben Layth, Rostam fait alliance avec `Amr. Rafi` piège Rostam à Astarabad et le fait enchaîner. Rafi` partage les terres de Rostam avec Muhammad ben Zayd. Rostam est torturé et meurt en 895.

#### Charvîn (895-930)
En 900, Muhammad ben Zayd est tué au cours d'une bataille contre les Samanides sunnites qui étendent leur royaume sur cette région. Le fils de Rostam, Charvîn, est sans doute remis sur le trône de son père par les Samanides. Charvîn soutient loyalement le Karen-Pahlav Chahrîâr ben Bâdûspân.
En 903, Charvîn combat sous les ordres du Samanide `Abd Allah ben Muhammad avec qui il repousse l'attaque du Zaydite An-Nâsir Hasan al-Utrûch sur Âmol. En 909, Charvîn intervient pour empêcher une révolte d'`Abd Allah ben Muhammad contre son suzerain samanide Ahmad ben Ismâ`îl. En 914, le Zaydite An-Nâsir al-Utrûch conquiert le Tabaristan. Charvîn incite les Samanides à contre-attaquer. Après une défaite, Charvîn se soumet aux Zaydites.
En 914, un royaume Zaydite est reconstitué dans le Tabaristan par Al-Hasan ben `Alî al-Utrûch qui porte le surnom d'An-Nâsir Ilâ al-Haqq. An-Nâsir parvient à convertir à l'islam zaydite une grande partie de ceux qui ne s'étaient pas encore convertis. Avec l'appui de ces nouveaux convertis, An-Nâsir peut reprendre le Tabaristan aux Samanides.
En 917, Al-Hasan ben al-Qâsim succède à Al-Hasan ben `Alî al-Utrûch. Ce nouveau Zaydite poursuit le combat contre les principautés autonomes des deux Ispâhbâdh : Charvîn le Bavandide et Chahrîâr le Karen-Pahlav. Tous les deux sont d'accord pour payer leur tribut, mais Al-Hasan ben al-Qâsim envoie Abu'l-Husayn Ahmad fils de Nâsir avec une armée pour contraindre les deux Ispâhbâdh à venir faire allégeance dans Astarabad. Al-Hasan ben al-Qâsim se propose en réalité de les emprisonner à cause de leur manque de loyauté à son égard. Avertis de ces projets, tous les deux s'enfuient. Al-Hasan ben al-Qâsim envahit leurs territoires et prend leurs enfants en otage.
On retrouve Charvîn avec d'Al-Hasan ben al-Qâsim dans le Gilan allant vers Âmol. Charvîn est restauré. La dernière mention de Chavîn est faite en 930 alors qu'il fait campagne au Khorasan en compagnie de Mâkân ben Kâkî au profit d'Al-Hasan. Le Bavandide Chahriyâr, fils de Charvîn, succède à son père.

#### Chahriyâr (930-vers 964)
Après l'effondrement des Zaydites, les Bavandides se trouvent mêlés aux guerres entre les Bouyides et les Ziyarides pour le contrôle du Tabaristan. Le Ziyaride Zahîr ad-Dawla Vushmagîr est marié à la sœur de Charvîn. En 943, Vushmagîr est expulsé de Ray par le Bouyide Rukn ad-Dawla Hasan. Il se réfugie avec son beau-frère Chahriyâr ben Charvîn dans les montagnes. En 947/948, Rukn ad-Dawla a conquis le Tabaristan, Chahriyâr est contraint de faire allégeance en personne. Il reste évidemment loyal envers Vushmagîr et ses suzerains Samanides. Chahriyâr perd son trône en faveur de son frère Rostam vers 967. Néanmoins on signale encore la présence de Chahriyâr dans le Gorgân avec une armée Samanide pour attaquer les Bouyides en 968.

#### Rostam, Dârâ, Chahriyâr, Rostam, Qâren (vers 964-1074)
Le règne de Rostam fils de Charvîn semble attesté par la présence de monnaies à son nom frappées à Perîm en de 964 à 979. Les formules gravées sur ces monnaies confirment la suzeraineté des Bouyides et l'adhésion au chiisme. Ensuite tout devient confus avec des dates contradictoires. En 976, le Bouyide Rukn ad-Dawla Hasan décède. Il est suivi de Fakhr ad-Dawla `Alî. Rostam est le père (ou le grand-père) de Sayyida épouse de Fakhr ad-Dawla `Alî. Après la mort de ce dernier en 997, Majd ad-Dawla Rustam lui succède sous la tutelle de sa mère Sayyida.

### Deuxième branche dite Ispâhbâdhiya (1074-1210)
Les Bavandides de cette deuxième branche sont vassaux des Seldjoukides. Lors du déclin des Seldjoukides ils prennent leur indépendance. Ils gardent leur titre d'Ispâhbâdh et de rois du Tabaristan. Ils sont chiites duodécimains alors que les Seljoukides sont sunnites. Ils agissent comme défenseurs des chiites duodécimains ou zaydites.

#### Hosâm ad-Dawla Chahriyâr (1074-1114)
Hosâm ad-Dawla Chahriyâr prend le contrôle de Sârî dont il fait sa capitale. Néanmoins les monnaies qui portent son nom sont aussi au nom du sultan seldjoukide Berk-Yaruq. Le pouvoir des Bavandides repose surtout sur ses forteresses situées dans les régions montagneuses.
En 1105 Berk-Yaruq décède. Muhammad Tapar lui succède le règne de quelques mois de Malik Shah II.
En 1107, Muhammad Tapar ordonne à Hosâm ad-Dawla de le rejoindre dans sa campagne contre les ismaéliens en particulier contre les Nizârites. Agacé par le ton péremptoire du message, Hosâm ad-Dawla refuse d'obéir. Le sultan envoie un de ses généraux pour assiéger Hosâm ad-Dawla dans Sârî. Le Seldjoukide est mis en déroute par une sortie effectuée par Najm ad-Dawla Qâren fils de Hosâm ad-Dawla. Muhammad Tapar envoie une lettre de conciliation où il demande à Hosâm ad-Dawla d 'envoyer l'un de ses fils à la cour d'Ispahan. Hosâm ad-Dawla envoie son plus jeune fils `Ala' ad-Dawla `Alî qui impressionne favorablement Muhammad Tapar qui lui offre sa fille en mariage. `Ala' ad-Dawla refuse cet honneur parce qu'il doit revenir à son frère aîné successeur désigné. Najm ad-Dawla Qâren se rend à la cour d'Ispahan pour les noces. Après son retour à Sârî, Najm ad-Dawla Qâren se met à maltraiter son père ainsi que ses serviteurs. Hosâm ad-Dawla se retire d'abord à Âmol puis à Hawsam un ancien centre daylamite. Il se fait construire un khânaqâh pour s'y retirer en dévotions et y pratiquer l'agriculture. Quand il tombe malade, Najm ad-Dawla le ramène à Sârî est fait des excuses. L'insubordination de Najm ad-Dawla envers l'atabeg résident à Ray amène ce dernier à soutenir `Ala' ad-Dawla et à lui fournir une armée contre son frère. Hosâm ad-Dawla se met du côté de Najm ad-Dawla et convainc `Ala' ad-Dawla de se retirer. Néanmoins la querelle continue et Najm ad-Dawla demande l'arbitrage du Sultan. `Ala' ad-Dawla va à Merv pour se joindre à Mu`izz ad-Dîn Ahmad Sanjar, gouverneur du Khorasan. Sanjar se prépare pour une expédition en direction de l'ouest dans le but de prendre le contrôle du Gorgan, Une attaque de Mohammad Khan sur le Syr-Daria, oblige Sanjar à se diriger au Nord et permet à Najm ad-Dawla de prendre le Gorgan tandis que Hosâm ad-Dawla reste à l'arrière vers Perîm. Il tombe malade et meurt vers 1114/1115.

#### Najm ad-Dawla Qâren (1114-1117)
Dès sa prise de pouvoir Najm ad-Dawla fait arrêter et emprisonner bon nombre des serviteurs les plus fidèles de son père. Il affaiblit ainsi son royaume. Il tombe malade à son tour et décède après avoir demandé au peuple de faire serment d'allégeance à son fils Fakhr al-Mulûk Rostam.

#### Fakhr al-Mulûk Rostam (1117-1118)
Apprenant la nouvelle de la mort de son frère, `Ala' ad-Dawla `Alî quitte Sanjar pour faire valoir ses prétentions à la succession contre son neveu. Muhammad Tapar demande aux deux rivaux de se présenter à la cour à Ispahan. Fakhr al-Mulûk Rostam refuse de suite et quand il part pour Ispahan, il tombe malade et meurt. On raconte qu'il a été empoisonné par sa belle-mère la sœur du Sultan qui désire épouser `Ala' ad-Dawla `Alî.
Muhammad Tapar appelle `Ala' ad-Dawla `Alî dans l'espoir de prendre le contrôle direct de la région et celui des forteresses bavandides. Le Sultan emprisonne `Ala' ad-Dawla `Alî avec son plus jeune frère Yazdgard. Pendant ce temps, au Tabaristan, son frère Bahrâm et son neveu Farâmorz ben Rostam se battent pour le royaume.
En 1118, le Sultan Muhammad Tapar meurt. Son royaume est morcelé. Son successeur au Khorasan et en Transoxiane est son frère cadet Mu`izz ad-Dîn Ahmad Sanjar. Son successeur en Irak et dans le Fars est son fils Mahmûd qui se heurte à la révolte du calife abbasside Al-Mustarchid.

#### `Ala' ad-Dawla `Alî (1118-1142)
Le nouveau sultan seldjoukide Mahmûd libère `Ala' ad-Dawla `Alî. Il lui donne sa tante en mariage et l'autorise à revenir au Tabaristan. Son neveu Farâmorz ben Rostam se soumet, mais son frère Bahrâm résiste. Après une défaite Bahrâm se réfugie auprès de Mahmûd qui l'évince rapidement. Bahrâm cherche alors le soutien des assassins leur suggérant de tuer `Ala' ad-Dawla `Alî.
En 1119, Sanjar envahit le Jibâl. Il contraint Mahmûd à s'enfuir à Saveh, une place forte sûre. Mahmûd est obligé de traiter avec son oncle. Il envoie son vizir pour négocier, après un premier accord, il se rend lui-même auprès de Sanjar. Il obtient de rester sultan d'Irak à la condition que le nom de Sanjar soit prononcé avant le sien pendant la prière. Le calife abbasside Al-Mustarchid attribue à Ahmed Sanjar le titre de « Commandeur des croyants ». Sanjar de vassal de Mahmûd devient son suzerain.
Le Tabaristan et les régions de l'Iran occidental reviennent à Sanjar. Bahrâm se joint à Sanjar. Le sultan convoque `Ala' ad-Dawla `Alî qui refuse de se rendre en personne à cette convocation. Il envoie à sa place son fils Ghâzî Rostam qui est aussi apparenté à Sanjar par sa mère. Cela ne satisfait pas Sanjar qui le renvoie chez son père après quelques mois. `Ala' ad-Dawla `Alî lie sa soumission à Sanjar à la remise de Bahrâm. Sanjar lui répond en faisant de Bahrâm le souverain du Tabaristan et en lui fournissant une armée. Au début `Ala' ad-Dawla `Alî est abandonné par nombre de ses vassaux. Bahrâm est expulsé du Gorgan et se réfugie à Nichapour chez l'émir turc Öner jusqu'à ce que les assassins tuent ce dernier (1121). Bahrâm rejoint alors Mahmûd lui promettant de reconquérir le Tabaristan pour lui. Mis au courant de ces manœuvres, `Ala' ad-Dawla `Alî organise son meurtre au Gorgan.
En 1127, Sanjar repart envahir l'Iran occidental. `Ala' ad-Dawla `Alî semble se soumettre, mais il ne se joint pas à Sanjar car il est informé de l'opposition des neveux de Sanjar. Après le retour de Sanjar, `Ala' ad-Dawla `Alî prétexte de son grand âge pour ne pas pouvoir répondre à l'invitation de Sanjar. Il envoie un de ses fils à sa place. Sanjar ordonne à un de ses généraux de prendre le territoire des Bavandides, mais celui-ci ne parvient que jusqu'à Tamîchâ, sans doute la place forte la plus à l'est du Tabaristan. Sanjar encourage l'émir de Ray à envahir le Tabaristan. Il offre à son neveu Masûd, seigneur du Gorgan l'occasion d'annexer le Chahrîâr-kûh. Il échoue à deux reprises, battu par `Ala' ad-Dawla `Alî près de Tamîchâ. Arghach, émir de Damghan, est chargé de venger ces deux défaites assiège vainement la forteresse de Ruhin près d'Astarabad pendant huit mois.
En 1128, `Alâ' ad-Dîn Atsiz succède à son père Qutb ad-Din Muhammad comme Chah du Khwarezm. Bien que vassal de Sanjar, Atsiz n'ambitionne pas moins une certaine autonomie.
En 1131, l'émir seldjoukide d'Irak et du Fars, Mahmûd décède. Sanjar rappelle Arghach pour qu'il parte vers l'ouest se battre contre `Ala' ad-Dawla `Alî. Ce dernier envoie son fils Chah-Ghâzî Rostam qui se distingue au combat. Il est blessé au cours d'une bataille entre Sanjar et Mas`ûd près de Dinavar le 25 mai 1132 (8 rajab 526 A.H.). Chah-Ghâzî Rostam revient chez son père avec les plus grands honneurs. Après le décès de la sœur d'`Ala' ad-Dawla `Alî et épouse de Sanjar, celui-ci réclame à son beau-frère les territoires qu'elle possédait au Tabaristan. Sanjar envoie un émissaire auprès d'`Ala' ad-Dawla `Alî qui négocie le partage des territoires contre 100 000 dinars.
En 1138, Sanjar ordonne à `Abbâs, émir de Ray, d'envahir le Tabaristan. `Abbâs séjourne à Âmol quelque temps et parvient à un arrangement amical avec `Ala' ad-Dawla `Alî. Lorsque le Chah du Khwarezm. Atsiz se révolte ouvertement contre Ahmad Sanjar. Il occupe une grande partie de la région longeant l'Amou-Daria pour entraver les mouvements de l'armée de Ahmad Sanjar. Cela n'empêche pas ce dernier de remporter quelques batailles en particulier par la prise de la forteresses de Hazarasp. Sanjar exécute le fils d'Atsiz et occupe le Khwarezm. Il essaie d'installer son neveu Suleyman Shah, avec un vizir et un atabeg. Cette administration directe par les Seldjoukides a été mal supportée par les Khwarezmiens. Dès que Sanjar quitte Merv, Atsiz revient de son refuge au Gorgân, le peuple se soulève et expulse Suleyman Shah. Atsiz emprisonne le gouverneur du Gorgan. Chah-Ghâzî Rostam prend l'initiative de rencontrer Atsiz et obtient la libération du gouverneur. `Ala' ad-Dawla `Alî reproche à son fils cette initiative irrégulière. `Ala' ad-Dawla `Alî meurt peu de temps après à Sârî en 1142.

#### Chah-Ghâzî Rostam (1142-1165)
Sous le règne de Chah-Ghâzî Rostam le royaume des Bavandides atteint son apogée. Son frère ennemi Tâj al-Molûk Mardâvîj `Alî a passé quelque temps à Merv au service de Sanjar qui l'a pris en amitié et lui a donné sa sœur (ou fille ?) en mariage. Sanjar lui fournit une armée pour qu'il puisse faire valoir ses prétentions à la succession de son père. Mardâvîj `Alî prend Astrabad puis Tamîchâ et la forteresse de Johayna. Il les détient encore après son offensive ultérieure et huit mois de siège de Chah-Ghâzî Rostam dans Qal`a-ye Dârâ. C'est finalement un échec. Sanjar demande à Chah-Ghâzî Rostam de lui, envoyer un de ses fils pour remplacer Mardâvîj `Alî. Il répartit ses favoris tout au long de la frontière. Il place aussi Gerdbâzû, son héritier désigné, à Merv avec 1 000 hommes. Gerdbâzû est tué par un assassin à Sarakhs. Chah-Ghâzî Rostam reproche ce meurtre à Sanjar, le traitant de mohled (hérétique). Il a interrompu toute correspondance avec lui. Il avait déjà combattu contre les ismaélien pendant le règne de son père. Il a été blessé à deux reprises par ces assassins. Il est devenu l'ennemi implacable de la secte et il mène de nombreuses campagnes contre elle. Il mène avec succès une attaque contre Alamut en 1157. Sans doute l'année suivante, il mène un raid contre Gerdkûh mais il doit rapidement lever le siège à cause de l'attaque menée par Boghrâtegîn, gouverneur de Jovayn, à l'instigation des ismaéliens.
En 1153, la tribu turque des Oghouz a cessé de payer le tribut annuel de quarante mille moutons qu'elle doit à Sanjar. Pour les contraindre à payer ce tribut, Sanjar marche sur eux. Il est défait et capturé. On le traite d'abord avec égards mais il subit ensuite de mauvais traitements. Pendant cette période de captivité c'est son épouse Turkan Hatun qui exerce le pouvoir. À la mort de son épouse en 1156, Sanjar parvient à s'évader.
Chah-Ghâzî Rostam profite de la captivité de Sanjar pour étendre son emprise sur le Khorasan. Un certain nombre des émirs de Sanjar se réfugient au Tabaristan. Le neveu de Sanjar que certains émirs ont désigné comme nouveau sultan, se réfugie au Gorgan et est reçu à Astarabad par Tâj al-Molûk Mardâvîj `Alî. Peu de temps après Chah-Ghâzî Rostam chasse son frère, Tâj al-Molûk Mardâvîj `Alî., d'Astarabad et de Johayna et le fait assassiner à Kabûdjâma avant qu'il n'ait pu atteindre le Khorasan. Chah-Ghâzî Rostam étend son royaume sur Gorgan et Jajarm.
Pendant la captivité de Sanjar, Atsiz reste fidèle aux Seldjoukides. Le frère d'Atsiz, marche sur le Khorasan et dévaste l'oasis de Bayhaq (Sabzevar). On rapporte que la dépopulation de la région était encore perceptible quatorze ans après. Le Qarakhanide Mahmûd Khan qui a été désigné comme gouverneur du Khorasan par la partie de l'armée de Sanjar qui n'a pas rejoint les Oghouz, commence une négociation avec Atsiz sur la répartition de l'armée du Khorasan. Atsiz et son fils Il-Arslan quittent le Khorasan y laissant un fils du Khan des Qara-Kitaï comme régent.
En 1156, l'épouse de Sanjar, Tukan Hatun meurt avant que Sanjar ne s'évade de sa captivité à Merv. Atsiz reçoit l'annonce de l'évasion de Sanjar. Mahmud Khan et les émirs seldjoukides regrettent alors d'avoir invité sur leur terre l'ambitieux Atsiz. Celui-ci félicite Sanjar de cette libération. Il rencontre Mahmûd Khan et appelle à l'aide les Bawandides et les Ghurides pour mettre en garde les chefs Oghouz en cas de nouvelle rébellion.
Atsiz meurt en 1156 laissant son fils Il-Arslan comme héritier. Ahmad Sanjar meurt le 8 mai 1157. Le Khorasan et la Transoxiane passent sous le contrôle des Khwârazm-Shahs. Chah-Ghâzî Rostam va s'en prendre aux Nizârites (Ismaéliens appelés les Assassins).
Chah-Ghâzî Rostam attaque des forteresses détenues par les Assassins. Mansûr-Kûh est prise après un long siège. Damghan et Bastâm tombent et il les remet à un ancien défenseur de Mas`ûd. En 1158, le Tabaristan est, encore une fois, envahi par Mas`ûd et Mo`ayyed Ayaba à la poursuite d'un allié de Chah-Ghâzî Rostam. Les deux alliés se retirent contre des dons importants du vaincu. Vers la fin de l'année 1160, Chah-Ghâzî repart donner son aide à celui auquel il a donné Damghan et Bastâm, en butte aux Oghouz. Cette fois il subit une défaite à dans le Dehistân.
En 1161, Chah-Ghâzî Rostam aide l'émir de Ray à reprendre le contrôle de ses terres sur lesquelles l'atabeg Eldigüz avait installé son fils. L'année suivante Mo`ayyed Ayaba, dépose Mahmûd Khan, petit-fils du Seldjoukide Malik Shah Ier et le fait aveugler. Il prend possession de Nichapur, Tûs et Bayhaq, puis offre de citer Chah-Ghâzî Rostam dans la Khutba en échange de son renoncement à son expansionnisme vers l'ouest. Chah-Ghâzî Rostam qui ne lui fait pas confiance, donne sa fille en mariage à l'émir de Ray, Hosâm ad-Dîn Inânj Sonqor, qu'il nomme commandant en chef de ses armées en vue de conquérir le Jibâl et le Khorasan. Mo`ayyed Ayaba reprend l'offensive en 1163, Il prend Bastâm et Damghan. Il fait citer Arslân Shah pendant la Khutba remis en place par l'atabeg Eldigüz. En 1164, Chah-Ghâzî Rostam reprend Damghan et Bastâm.
Le 23 janvier 1165 (8 rabî 560 A.H.), Chah-Ghâzî Rostam meurt après avoir été rendu invalide à cause de la goutte.

#### Charaf al-Mulûk Hasan (1165-1173)
Charaf al-Mulûk Hasan succède à son père Chah-Ghâzî Rostam. Il était tombé à deux reprises en disgrâce à cause de ses maladresses militaires. Il règne de manière brutale mettant à mort un grand nombre des soutiens de son père. Charaf al-Mulûk Hasan épouse la fille d'Eldigüz, atabeg de Ray. Il l'aide à reprendre le contrôle de Ray. Néanmoins, Eldigüz attaque Fîrûz-Kuh, Damghan et Bastâm. Il conclut la paix avec Charaf al-Mulûk Hasan lui rétrocédant ces territoires tout en conservant Ray.
En 1172, le Chah du Khwarezm Il-Arslan décède. Sa succession est disputée entre son fils aîné, `Alâ' ad-Dîn Tekish (Takash), et son plus jeune fils Sultan Shah. Le plus jeune a la faveur de sa mère mais est renverser par son aîné. Il doit s'enfuir et appelle Charaf al-Mulûk Hasan à son aide. Charaf al-Mulûk Hasan se prépare à recevoir solennellement Sultan Shah. Un membre de l'escorte de Sultan Shah, Mo`ayyed Ayaba, lui fait commettre l'erreur de ne pas accepter cette invitation et d'aller à Nichapur. De là, Sultan Shah et Mo`ayyed Ayaba envahissent le Tabaristan : Ils prennent Tamichâ après un siège de quarante jours. Ensuite Mo`ayyed Ayaba se dirige vers Sârî. Il détruit la ville et envoie son frère à la poursuite de Charaf al-Mulûk Hasan qui s'est enfui à Perîm. Charaf al-Mulûk Hasan sort victorieux de cet affrontement et contraint les envahisseurs à se retirer. Il envoie une armée au Khorasan avec l'ordre de brûler et de tuer. Il est tué peu de temps après par un de ses gardes du corps exaspéré de ses excès.

#### Hosâm ad-Dawla Ardechîr (1173-1206)
Tout de suite après la succession de Charaf al-Mulûk Hasan par Hosâm ad-Dawla Ardechîr, Sultan Shah et son conseiller Mo`ayyed Ayaba envahissent le Tabaristan jusqu'à Sârî. Mo`ayyed Ayaba retourne à Nichapour laissant à son frère la charge d'Asterâbâd et des forteresses voisines. Il ne peut pas tenir la place et part pour Nichapour.
En 1174, Mo`ayyed Ayaba est pris et tué par le Chah du Khwarezm `Alâ' ad-Dîn Tekish. Hosâm ad-Dawla Ardechîr peut reprendre possession de ses villes et forteresses y compris Bastâm et Damghan.
En 1176, Toghrul succède à son père Mu'izz ad-Din Arslan sur le trône des sultans seldjoukides d'Irak.
En 1180, le calife abbasside Al-Mustadhi meurt et laisse son trône à son fils An-Nasir.
Ardechîr développe d'étroites relations avec Takash qui accepte de donner en mariage à Ardéchîr sa fille alors âgée de seulement deux ans. Cinq ou six ans plus tard, vers 1183, la promise se rend à Sârî accompagnée de sa mère. Un chef oghouz envahit et pille l'est du Tabaristan. Takash chasse l'envahisseur de Gorgan. Il demande à Ardéchîr de lui laisser la ville et de l'aider dans la reprise de contrôle de la région. Ardéchîr est obligé de recevoir Takash pour des noces fastueuses.
Entre 1183 et 1187, Ardéchîr aide Takash dans sa conquête du Khorasan. Pendant que Takash renforce son pouvoir au Khorasan, certains des vassaux d'Ardechîr l'abandonnent pour rallier la puissance montante des Chahs du Khwarezm. Malgré les protestations d'Ardechîr auprès de Takash, les relations entre les deux hommes se détériorent rapidement. Ardechîr arrête et exécute un de ses vassaux félons. Takash répond en envahissant l'est du Tabaristan. La politique d'Ardéchîr devient progressivement hostile aux Khwarezmiens. Il fait alliance avec l'atabeg Mohammad Pahlavân et le Seldjoukide d'Irak Toghrul et le calife An-Nasir. Il commence par aider Mohammad Pahlavân et Toghrul, lorsque le Salghouride Dakla venant du Fars attaque le Jibâl. Ces deux alliés soutiennent Ardechîr lorsqu'il aide l'ostandar rebelle de Rûyân.
En 1186, Toghrul entre en conflit avec le frère de Mohammad Pahlavân, Qızıl Arslān, et trouve refuge au Tabaristan. Après la mort d Qızıl Arslān, Toghrul reprend sa liberté en 1191. Ardechîr se méfie des intrigues que l'épouse de Toghrul, Inanj Hatûn mène avec l'aide de Takash qui se prépare à envahir l'Iran. Takash occupe les territoires orientaux d'Ardechîr : Tamichâ demande la reddition de Bastâm et Damghan. Ardechîr se soumet. Takash poursuit sa campagne dans l'ouest de l'Iran. En 1192, après le retour de Takash, Ardechîr aide Toghrul à reprendre Ray. Ardechîr marie son fils aîné, Charaf al-Molûk, à la fille de Toghrul première campagne dans l'ouest de l'Iran. Il crée une alliance entre lui, Toghrul et Sultanshâh, frère de Takash gouverneur de Merv qui avait pris Bestâm, et Damghan au nom de Takash. Ces alliés prennent Nichapur tandis qu'Ardechîr se saisit du Gorgan. Les ambitions d'Ardechîr grandissent avec la mort de Sultanshâh à Merv pendant le ramadan de 1193. L'année suivante Takash reprend ses campagnes vers l'ouest de l'Iran. Toghrul est tué en 1194.
Ardechîr essaie de se concilier Takash. Il envoie son plus jeune fils Rokn-ad-Dawla Qâren avec une armée vers Hamadân pour qu'il se mette à son service. Takash se débarrasse rapidement de Rokn-ad-Dawla Qâren. Il envoie un de ses lieutenants châtier Ardechîr. Sârî est saccagée. Ardechîr espère échapper à la mainmise des Khwarezmiens en sollicitant l'aide du vizir du calife An-Nasir. Le vizir prend Ray en 1195, mais Ardechîr et lui sont balayés de nouveau par une nouvelle campagne de Takash en 1196.
En 1199, lors de sa dernière campagne dans l'ouest de l'Iran, Takash prend à Ardechîr les forteresses de Fîrûz Kûh, Ostūnāvand. Ardechîr doit envoyer son fils Charaf al-Molûk au service de Takash. Quelques-uns des vassaux d'Ardechîr conspirent avec son second fils Chams-al-Molûk Rostam pour le renverser. Ardechîr fait échouer le complot et emprisonne son fils félon à Dârâ. Les relations avec Takash sont alors au plus bas. Takash renvoie Charaf al-Molûk chez son père et demande le retour de sa sœur. Ardechîr ignore cette requête. Peu après Takash meurt en 1200.
Avec la mort de Takash, le royaume des Chahs du Khwarezm va s‘écrouler. Son fils `Alâ' ad-Dîn Muhammad est occupé à l'est d'abord contre les Ghurides (1205), puis les Kara-Khitans. Ardechîr profite de la situation pour reprendre l'essentiel des territoires qu'il avait perdus. Lorsque le Ghuride Muhammad Ghûrî envahit le Khwarezm en 1204, il exige qu'Ardechîr lui fasse allégeance et le considère comme suzerain. Cette allégeance n'a guère de conséquence car les Ghurides sont battus par les Khwarezmiens l'année suivante. Ardechîr meurt en 1205/1206, et peu après son fils aîné Charaf al-Molûk meurt aussi laissant la place à Chams-al-Molûk Rostam.

#### Chams-al-Molûk Rostam (1206-1210)
Le deuxième fils d'Ardechîr, Chams-al-Molûk Rostam prend la succession. Il avait été enfermé dans la forteresse de Dârâ après avoir voulu renverser son père. Le troisième fils d'Ardechîr, Rokn ad-Dawla Qâren, conteste cette succession et part pour le Khwarezm y demander l'aide d'`Alâ' ad-Dîn Muhammad. Le Chah du Khwarezm ordonne à son frère, `Alî Shah qui règne sur Damghan et Bastâm, d'aider Qâren. `Alî Shah envahit le Tabaristan. Les deux frères trouvent un arrangement amiable, Qâren reçoit l'héritage de leur aîné. `Alâ' ad-Dîn Muhammad est tué par `Alî Shah. Le Tabaristan tombe sous le contrôle direct des Khwarezmiens. Dans le même temps les Bavandides voient leurs territoires se restreindre à l'ouest par l'extension des Nizârites. Vers 1207/1208 `Alî Shah est à son tour assassiné par les Nizârites. Enfin, Chams-al-Molûk lui-même meurt assassiné le 1er avril 1210 (4 chawwal 606 A.H.). N'ayant pas d'héritier, Chams-al-Molûk Rostam laisse le royaume des Bavandides aux mains des Khwarezmiens.

### Interrègne (1210-1238)
En 1221 les Mongols envahissent le Khwarezm, le Khorasan et le Mazandaran. Le territoire des Bavandides est entièrement sous leur contrôle.
Le calife An-Nasir meurt en 1225. Son fils Az-Zâhir lui succède.

### Troisième branche dite Kinkhwâriya (1238-1349)
La dynastie est rétablie trente ans après par une branche collatérale de la famille. Cette famille est vassale des Il-Khân, mais les souverains conservent le titre de roi du Mazandaran. Leurs pouvoirs sont plus réduits que pendant la domination par les Seldjoukides. La capitale est déplacée vers l'ouest de Sârî à Âmol, moins endommagée au moment de la conquête mongole. Les Bavandides entretiennent des liens étroits avec les Baduspanides par des mariages. Les Baduspanides règnent sur les montagnes dans la région de Semnan et apportent leur aide en cas de danger ce qui leur donne un certain ascendant sur les Bavandides.

#### Hosâm ad-Dawla Ardechîr (1238-1249)
Le premier de cette lignée est Hosâm ad-Dawla Ardechîr. Sa grand-mère était la sœur de Chams-al-Molûk Rostam dernier souverain de la lignée précédente et sa mère était la fille de l'imam nizârite `Alâ' ad-Dîn Muhammad. Il décède aux environs de 1250. Son fils aîné Chams al-Mulûk Mohammed lui succède.

#### Chams-al-Molûk Mohammed (1249-1271)
Chams-al-Molûk Rostam est étroitement lié avec l'ostandar nommé par les Ilkhanides. Sous le règne de l'Ilkhanide Abaqa, Chams al-Mulûk et l'ostandar reçoivent l'ordre de faire le siège de la forteresse de Gerdkûh détenue par les Nizârites. Leur abandon trop rapide donne le prétexte au futur Il-Khan Ghazan Mahmûd d'envahir le Mazandaran et d'occuper Âmol. Les deux souverains son ensuite pardonnés. Chams al-Mulûk rejoint alors les armées de l'Ilkhanide. Mais il est bientôt arrêté à cause de son imprudence. Lorsque l'ostandar se révolte contre une nouvelle intrusion des Mongols, Chams al-Mulûk est mis à mort (la date de cette mort varie de 1265 à 1271).

#### `Ala' ad-Dawla `Alî, Tâj ad-Dawla Yazdgard (1271-1300)
Le premier successeur de Chams al-Mulûk est son frère `Ala' ad-Dawla `Alî, mais seulement pour quelques mois. Il est ensuite remplacé par son cousin Tâj ad-Dawla Yazdgard. Le règne de Tâj ad-Dawla, qui dure trois décennies, se déroule sans beaucoup d'interférences des Ilkhanides qui se succèdent rapidement : en 1282 Taghoudar, 1284 Arghoun, 1295 Ghaykhatou, 1295 Baïdou et 1295 Ghazan Mahmûd. Le pays connaît une période de relative prospérité et d'une certaine sécurité. Il y aurait eu jusqu'à soixante-dix madrasas à Âmol dans cette période.

#### Nasîr ad-Dawla Chahriyâr (1300-1310)
En 1300, Nasîr ad-Dawla Chahriyâr, fils de Tâj ad-Dawla Yazdgard, prend la succession. Son frère Rokn ad-Dawla Châh-Kayrosraw rejoint la cour des Ilkhanides et reçoit le soutien de Qutlugh Châh connu des chroniqueurs francs des croisades sous le nom de Cotelesse. L'Ilkhanide Ghazan Mahmûd vient à Âmol pour y affirmer de nouveau son pouvoir. Les Bavandides vont voir leur indépendance se réduire de plus en plus après sa mort, entre 1310 et 1315 La date de succession est incertaine à cause de la rivalité entre les deux frères Nasîr ad-Dawla et son successeur Rokn ad-Dawla.

#### Rokn ad-Dawla Châh-Kayrosraw (1310- 1328 )
Qutlugh Châh arrive à Âmol et Chams al-Mulûk se réfugie dans le Gilan. Lorsque Chams al-Mulûk revient, son frère le tue avec l'approbation de Qutlugh Châh. Plus tard Rokn ad-Dawla est amené à combattre contre Qutlugh Châh. Il est contraint de quitter Âmol avec sa famille et de se réfugier auprès de son beau-frère l'ostandar. Il remporte quelques succès contre Qutlugh Châh. Il reste cependant complètement dépendant des Ilkhanides. La situation change quelque peu quand Talj al Kubani devient gouverneur du Khorasan. Rokn ad-Dawla peut restreindre la pouvoir de Ghazan Mahmûd.

#### Charaf al-Mulûk (1328-1334)
En 1327/1328, Rokn ad-Dawla Châh-Kayrosraw décède et laisse le trône à son fils Charaf al-Mulûk qui meurt en 1333/1334. Son frère Fakhr ad-Dawla Hasan, lui succède.

#### Fakhr ad-Dawla Hasan (1334-1349)
Fakhr ad-Dawla Hasan (en) dépend totalement du pouvoir de l'ostandar désigné par les Ilkhanides. En 1335, après la mort d'Abû Sa`îd Bahadûr, le Mongol Togha Temür qui règne sur le Khorasan se fait reconnaître comme souverain du Mazandaran. On trouve le nom de Fakhr ad-Dawla sur des monnaies frappes à Âmol de 1337 à 1341. Fakhr al-dawla doit résister au Sarbadâr Mas`ûd qui essaie de s'emparer du Mazandaran. Il s'allie avec l'ostandar Jalâl ad-Dawla Eskandar pour prendre Âmol en 1344. Il s'oppose alors à la famille des Kiyâ Jalâlî qui contrôle Sârî et qui était un allié traditionnel des Bavandides. Il fait tuer l'un des leurs. Il se trouve obligé de compter sur les adversaires traditionnels des Kiyâ Jalâlî, les Kiyâ Tchalâbî d'Âmol et en particulier sur l'un des membres de cette famille : Kiyâ Afrâsiyâb. Les Kiyâ Jalâlî, pour se venger, font une alliance avec l'ostandar Jalâl ad-Dawla Eskandar qui attaque Âmol avec eux. Fakhr ad-Dawla doit se rendre à Jalâl ad-Dawla Eskandar et les Kiyâ Tchalâbî se détournent de lui. La sœur de Kiyâ Afrâsiyâb, avec laquelle il s'est marié, l'accuse d'avoir obtenu une fatwa des oulémas d'Âmol le condamnant. Les fils de Kiyâ Afrâsiyâb utilisent cette accusation pour assassiner Fakhr ad-Dawla le 7 avril 1349 (27 muharram 750 A.H.). Kiyâ Afrâsiyâb prend le pouvoir à Âmol, les fils de Fakhr ad-Dawla encore mineurs trouvent refuge auprès de l'ostandar Jalâl ad-Dawla Eskandar. À leur majorité, Jalâl ad-Dawla Eskandar tente vainement de rétablir la dynastie Bavandide.